# Substantiu
|  | Aquest article tracta sobre la categoria lèxica. Si cerqueu el nom comú que es dona a alguns éssers vius, vegeu «Nom vernacle». |

En gramàtica tradicional, el substantiu (també nom substantiu per distingir-lo de l'adjectiu) expressa éssers de tota mena concrets, i abstractes, tota substància. El substantiu és un mot que designa éssers que poden ser subjectes o objectes d'una acció, un estat, o qualsevol accident expressable amb un verb. És una categoria gramatical que designa tota mena d'éssers, concrets i abstractes (tota substància: d'aquí l'apel·lació de substantiu). La gramàtica tradicional també ha designat el substantiu, alhora amb l'adjectiu, només amb el terme de nom. Aquesta categoria és d'origen grecollatí, s'oposa al verb com a part essencial de l'oració.
Diferents escoles gramaticals han definit el substantiu des de diversos punts de vista; considerant la semàntica, és la paraula que es refereix a éssers o esdeveniments, per tant la categoria que es relaciona amb la realitat per ostensió. Aquesta definició, però, és altament insatisfactòria, ja que el mateix concepte pot ser expressat per categories diferents segons la llengua analitzada i a més a més altres categories poden adoptar aquesta funció de rotulació o designació.
Per aquest motiu l'estructuralisme va intentar definir el nom per la posició estructural o forat que ocupava a la frase, per exemple totes les paraules que puguin anar a "La____ és vermella" seran substantius femenins. El problema és que els forats estructurals tenen restriccions semàntiques i no solament morfològiques, poden haver-hi noms femenins que no encaixin en l'exemple per no poder tenir la característica de ser vermells. El context, molt variable, no és suficient per definir un nom.
Tampoc no són determinants les característiques morfosintàctiques, ja que poden variar històricament o ésser compartides per diverses paraules. Les definicions contemporànies, en conseqüència, barregen tots els criteris esmentats per definir per eliminació el nom respecte a una nònima tancada de categories.
Per a les escoles que usen els papers temàtics, el substantiu és un nucli igual que el verb, ja que exigeix uns determinats complements per definir el seu sentit.

## Història
El nom o substantiu va ser una de les primeres classes de paraules que es van individualitzar quan es va encunyar el concepte de categoria gramatical (en sànscrit). En les gramàtiques grecollatines es distingien dues parts de l'oració: els noms i els verbs (ónoma i rhema), els primers eren les entitats de les quals es predicaven els segons; és a dir el verb introduïa l'aspecte del temps, de l'acció, mentre que el nom, paraula designadora per excel·lència, es referia als objectes en si, en abstracte.
Aquesta primera divisió es va matisar fins a incloure vuit tipus de paraules (nom, verb, participi, article, pronom, preposició, adverbi i conjunció), si bé totes feien referència d'alguna forma a la parella inicial. Elio Antonio de Nebrija, autor de la primera gramàtica d'una de les llengües romàniques, va mantenir aquesta divisió.
Posteriorment es va dividir el nom en dues categories, el substantiu o nom pròpiament dit i l'adjectiu. Ambdós es referien a les substàncies, però el primer deia què eren mentre que el segon explicava com eren, apropant-se a altres categories. Per aquest motiu en moltes gramàtiques modernes nom i substantiu apareixen com a paraules semblants, és a dir sinònims.

## Classificació dels noms

### Segons l'extensió o la unicitat de la referència
Els substantius serveixen per designar i com a tals tenen algun tipus de referent. Segons la seva extensió, segons la unicitat de la referència, els substantius es classifiquen en:
- Substantius comuns. Permeten anomenar totes les persones, animals o coses de la mateixa classe o espècie, sense particularitzar el seu significat, com home, cavall, casa. Agrupen els objectes que denominen per les seves característiques, sense expressar trets distintius. Per això, es consideren substantius genèrics. Fan referència a éssers animats o inanimats, o conceptes en general, com per exemple, home, lleó, tomaca, pedra, valor o grandesa.
  - Substantius comuns concrets. En general, la seva referència és un conjunt o classe d'objectes, animals o persones directament tangibles. Per exemple, casa, gos, auto, flor, camió, ocell, estrella.
  - Substantius comuns abstractes. Aquestes paraules generalment no tenen plural, i quan pluralitzen tenen un matís de significat lleugerament diferent, més concret. Designen propietats, abstraccions o idees. Per exemple, esperança, fe, sinceritat, amor, solidaritat.
- Substantius propis. distingeixen o particularitzades a cada individu dels altres d'una mateixa classe, espècie o gènere. S'apliquen a un sol ser, persona, animal o cosa. Per això, es consideren substantius individuals. Els noms de les persones i dels països són noms propis. Els noms propis s'escriuen sempre amb lletra inicial majúscula. El que es destaca és la individualitat d'un ésser. Té una referència única i no tenen significat lingüístic. Per exemple, Maria, Anna, Joan, Pere, Ebre, Mediterrani, l'Índia.

### Segons el nombre
Segons el nombre, els substantius es classifiquen en:
- Substantius singulars. Si el nombre d'objectes a què fa referència el nom és únic. En singular, els substantius no tenen cap morfema de nombre.
- Substantius plurals. Si el nombre d'objectes a què fa referència el nom són diversos o més d'un.

Segons el tipus de referència, els substantius també es classifiquen en:
- Substantius individuals. Són substantius que en la seva forma singular, nomenen a un sol ser com ploma, arbre, rosa. Designen a un únic ser, però admeten el morfema del plural per designar a més d'un.
- Substantius col·lectius. Es tracta de formes de singular i que posseint una estructura de singular, nomenen a un conjunt de nombre indeterminat d'éssers o coses. Morfosintàcticament són com qualsevol altra forma de singular, però que tenen com a referència un grup concret d'entitats. Per exemple, armada, manada, banda, plomatge, bosc, roserar, multitud, gentada, estol, cor, albereda. Tenen inherent la idea de pluralitat sense necessitar un morfema que ho expressi, però no en el sentit d'un més un, sinó quant a conjunt col·lectiu format per diverses unitats de la mateixa cosa designada.per acabar.

### Segons la semàntica o significat
Segons la semàntica, els substantius es classifiquen en:
- Substantius concrets.[4] Representen conceptes independents i s'aplica a elements materials. Són noms de coses que poden percebre amb els sentits del cos o que imaginem com a realitat. Per exemple,  taula, nen, aigua, o gos.
- Substantius abstractes.[4] Representen conceptes dependents (immaterials) i designen per tant entitats que no es perceben amb els sentits del cos, sinó amb la ment; anomenen un concepte, qualitat, o estat que només existeix al pensament. Per exemple, nació, engany, amor, idea, odi, contradicció, bondat, virtut, honradesa. Els substantius abstractes els podem classificar en:
  - Abstractes de fenomen. Estan relacionats amb substantius que designen accions, estats o els seus efectes; per exemple lectura, caminada.
  - Abstractes de qualitat. Estan relacionats amb adjectius i designen qualitats o propietats dels objectes o dels éssers; per exemple bellesa, maldat.
  - Abstractes de números o quantitatius. Quantifiquen tant de forma precisa com de forma imprecisa; per exemple quantitat, munt.

### Segons la composició
Segons la composició del substantiu, els noms es classifiquen en:
- Substantius simples. Són els substantius que estan formats per una sola paraula.
- Substantius compostos. Són substantius que estan formats per dues paraules simples; per exemple, ullera, parallamps, trencanous, aiguardent.

Substantius parasintètics: són aquells que són compostos i derivats a la vegada; per exemple, ullereta, coret.
exemples:compostos-parallamps rentavaixelles televisió...
```
simples-llamp vaixella ...
```

### Segons la complexitat morfològica
Segons la complexitat morfològica o l'origen dels noms, els noms es classifiquen en:
- Substantius primitius. Les paraules primitives són les que serveixen de cap de sèrie a una família, funcionant com a arrel de les paraules derivades d'ells. Els substantius primitius només estan formats per un lexema bàsic i de manera optativa per morfemes de gènere i nombre. Per exemple, pa.
- Substantius derivats. Les paraules derivades neixen de les primitives, quan se'ls afegeix sufixos o prefixos, com per exemple, fleca, forner, immortal, mortal. Les que llavors designen "persona que fa una acció" s'anomenen nomen agentis
- Substantius augmentatius. Són els substantius que designen a persones, animals, coses o fenòmens de gran grandària o alt grau d'intensitat, com per exemple ninot, casota, sorollàs.
- Substantius diminutius. Són els substantius que designen a persones, coses, animals i fenòmens que es caracteritzen per la seva petitesa, poquetat o menor grau d'intensitat, com per exemple gatet, pometa, tauleta, velleta.
- Substantius despectius. Són els substantius que designen a persones, animals, coses i fenòmens que són tractats amb menyspreu o menyspreu, o vistos com a inferiors, com per exemple plantutxa, llibretot.
- Substantius gentilicis. Són els substantius que es deriven del lloc de naixement (país, regió o estat) de persones, animals o coses, com per exemple, espanyol, colombià, xilè, peruà, suec, suís, panameny, argentí, danès.
- Substantius patronímics. Són els substantius que es deriven d'algun nom propi. Per exemple els cognoms d'origen castellà es van formar originàriament a partir del nom de pila; normalment acaben en -ez. Es dona el nom de patronímics a tots els cognoms. Per exemple, de Gonzalo - González, de Fernando - Fernández.
- Substantius hipocorístics. Són els noms propis que fan una abreviació o modificació familiar de l'antropònim. Per exemple, de Pep, Xisco.
- Substantiu col·lectiu: És col·lectiu el nom que designa una reunió d'éssers de la mateixa espècie, com oliverar, pineda, brancatge.

### Segons la comptabilitat
Segons la comptabilitat dels noms:
- Substantius comptables. Assenyalen els que es poden comptar, per exemple cinc nens, tres roques, tretze euros. Els substantius comptables es combinen amb quantificadors plurals sense alterar semànticament. Admeten els determinants numerals cardinals.
- Substantius incomptables. Assenyalen realitats que no es poden comptar llevat al referir-se a classes o varietats diferent. Només poden combinar-se amb quantificadors en singular sense modificar el seu significat. Per exemple, llet, humor, aire, fum, escombraries. Es classifiquen d'acord amb el pronom personal. No admet els numerals cardinals, o si ho fan, només és amb quantificadors plurals quan indiquen una classe o modalitat. Per exemple, tres gots de llet, molts gots de llet, molta llet, els fums emesos pels àcids solen ser nocius, molt aire.

## El nom en català
El substantiu admet variacions en la terminació que indiquen el gènere gramatical i el nombre. El nom és un mot que es pot dividir en: arrel o lexema que atorga el significat del mot, i morfemes constitutius, o obligatoris (gènere, i nombre), i derivatius o facultatius (prefixos, i sufixos).
El nom és el nucli del sintagma nominal. Altres paraules poden ocupar el lloc del nom si estan substantivades, normalment per un article.
Els noms, o frases nominals, poden realitzar les funcions sintàctiques següents:
- Subjecte: En Pere llegeix un llibre.
- Objecte directe/indirecte/preposicional: Veig en Pere; Escric al Pere; Penso en el Pere.
- Aposició: En Pere, el meu cap, vol el llibre avui.
- Atribut: En Pere és el mestre.
- Predicatiu: Han elegit conseller el meu germà; Han elegit el meu germà de conseller.
- Complement agent: Fou menjat pel lleó. Complement d'un adjectiu: Estava plena de ràbia.
- Complement adverbial: Què faràs lluny de casa?
- Vocatiu: Jordi, vés allà.

Els noms poden ser substituïts per pronoms que realitzen idèntiques funcions: tinc llibres → en tinc.

## El nom en altres llengües
Moltes de les llengües presenten declinacions als noms, és a dir, un canvi en la seva forma segons la funció sintàctica que realitzen. El cas gramatical sovint presenta a més a més un matís de significat.
No totes les llengües presenten els mateixos gèneres i nombres, n'hi ha que no tenen aquesta particularitat (com ara l'anglès, on no existeix el masculí o el femení a part de per a les persones), d'altres presenten més varietat (com l'alemany, que afegeix el gènere neutre) o les combinen amb altres trets (com el d'animat-no animat segons el nom es refereixi a un ésser viu o no).
El substantiu és la paraula estadísticament més freqüent a totes les llengües i, per la seva relació de designació directa amb la realitat, predomina entre els primers mots apresos pels infants.

## Substantivació
La substantivació és el procés pel qual una paraula d'una altra categoria gramatical passa a complir les funcions d'un nom a l'oració. En algunes llengües aquest procés s'indica amb partícules específiques, que actuen gairebé com una derivació (és el cas del xinès) mentre que en altres idiomes s'usa l'article per substantivar, com a la frase "el no dels assistents va frenar la consulta". En català l'infinitiu té un caràcter nominal que fa que pugui ocupar el lloc d'un substantiu al sintagma nominal amb article al davant o sense. Quan l'element substantivat és un adjectiu, pot rebre el nom d'adjectiu absolut.